# Spelled Moon
Spelled Moon es un grupo estadounidense de heavy metal tradicional y power metal épico, originario de Los Ángeles (California) (Estados Unidos).

## Músicos

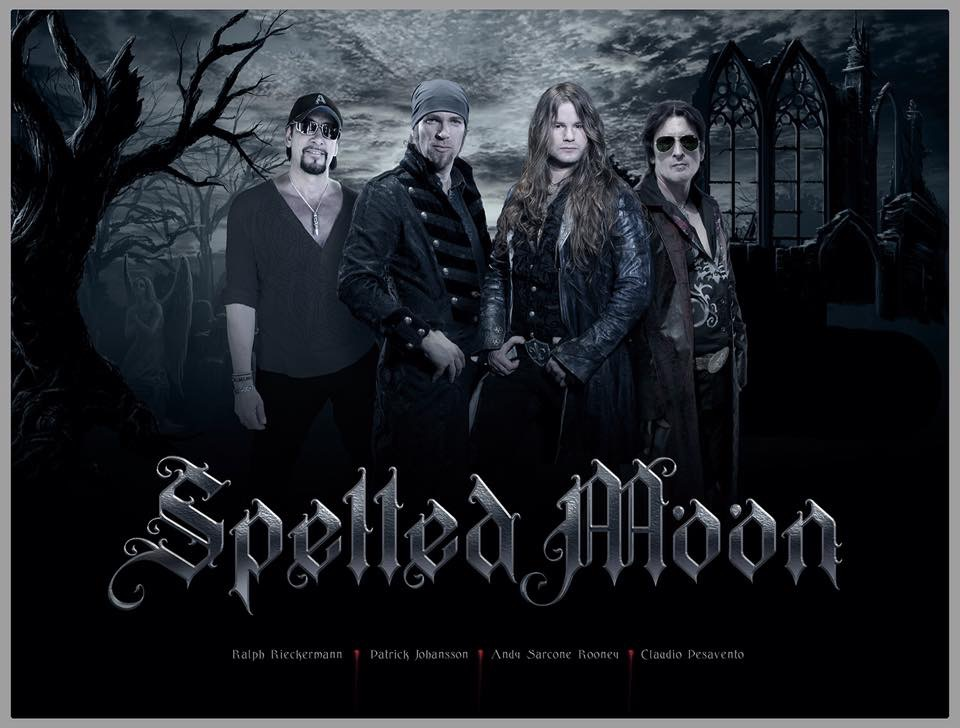
De izquierda a derecha: Rieckermann, Johansson, Sarcone Rooney y Pesavento, de la banda multicultural Spelled Moon, con músicos de Alemania, Argentina, Estados Unidos y Suecia.

Está integrada, junto a Andy Sarcone Rooney, en batería por Patrick Johansson (Yngwie Malmsteen), en bajo por Chuck Wright (fundador de Quiet Riot),  y en teclados por Claudio Pesavento (Dokken), con la colaboración especial de Ralph Rieckermann (Scorpions).

## Estilo
Spelled Moon tiene influencias de músicos clásicos como Paganini, Johann Sebastian Bach y Antonio Vivaldi, y de bandas como Stratovarius, Yngwie Malmsteen y Rhapsody of Fire.
Daniel Trajtemberg (Rata Blanca, Mario Ian y Devenir) capturó la esencia de la música de Spelled Moon y se convirtió en el director visual e ilustrador de la banda.
Fundado en 2008 por el guitarrista, cantante y compositor argentino Andy Sarcone Rooney, son muy reconocidos por sus letras dedicadas al heavy metal como concepto, del mismo modo abarcando frecuentemente temas épicos y mitológicos (mitología nórdica principalmente).

## Trayectoria

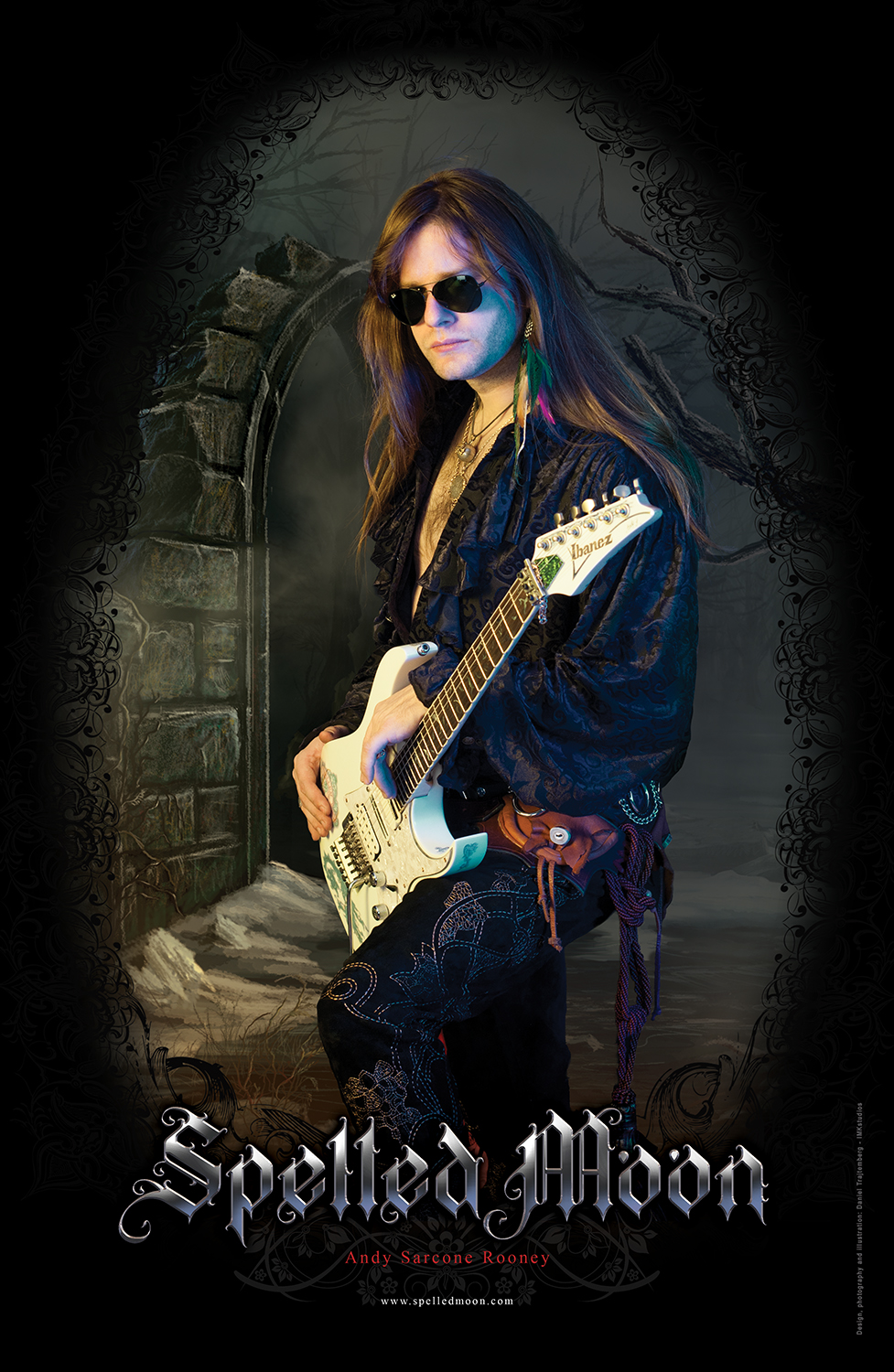
Andy Sarcone Rooney, vocalista de Spelled Moon.

En el 2008, Spelled Moon fue fundado por Andy Sarcone Rooney, con la idea de crear una fusión de estilo de música en una atmósfera de estudio profesional.
Sus composiciones son basadas en un ecléctico estilo de Power metal, Metal neoclásico con matices y fondos como los que se escuchan en orquestaciones para películas. Spelled Moon comenzó sus sesiones en el famoso estudio «Power Station» del productor Tony Bongiovi junto a Rob Roy (ingeniero principal) y David Levy (jefe de ingenieros) en Florida. Andy, armado con 11 temas para el primer disco, arranca la primera producción de la banda.
El baterista Patrick Johansson (Yngwie Malmsteen) tomó las riendas de la sección rítmica en las baterías, Claudio Pesavento (tecladista de estudio para Dokken, Jeff Beck, Foreigner) brindó melodías con sus teclados y pianos y con toda su experiencia y talento, Ralph Rieckermann (Scorpions) se unió a este proyecto para hacer de los bajos una parte integral del estilo musical de Spelled Moon.
Todos estos experimentados músicos se reunieron para traer al mundo el lenguaje musical de la banda. Daniel Trajtemberg (Rata Blanca, Mario Ian, Denevenir) captó la esencia de estos sonidos en orden de esculpirlos en imágenes con el concepto de la banda y que lo convirtió director visual e ilustrador de Spelled Moon.
En 2011 Andy se instaló en Los Ángeles, donde diseñó y construyó el estudio de grabación de la banda llamado «Black Gates» con el fin de evitar limitaciones o barreras para escribir, producir, editar y mezclar. Bajo estos parámetros, nace la producción «Forsaken Spells» (Hechizos olvidados) materializando las ideas y ambiciones de Andy Sarcone Rooney.

## Curiosidades
Es de notar, que entre las composiciones de Spelled Moon, existe una canción que fue grabada y producida por la banda Scorpions que nunca vio la luz y quedó inédita, escrita por Ralph Rieckermann y Grace Sharington en 1993 llamada «Hidden In The Winds» (Escondido en los vientos) con letra y arreglos nuevos de Andy Sarcone.
«Soul Mates» (Almas gemelas) es una canción que es la crónica de un hombre derrotado que pierde lo más importante en la vida después de haberlo encontrado.
El ingeniero y productor Dave Jenkins (Uli Jon Roth, Joe Lynn Turner, Matt Sorum) se encargó junto al líder de la banda ASR de mezclar esta presentación luego siendo masterizada por el ingeniero Brad Vance en Red Mastering Studios (Blackmore's Night, Cannibal Corpse, Billy Sheehan, Foreigner, Fates Warning, Yngwie Malmsteen.)

## Miembros

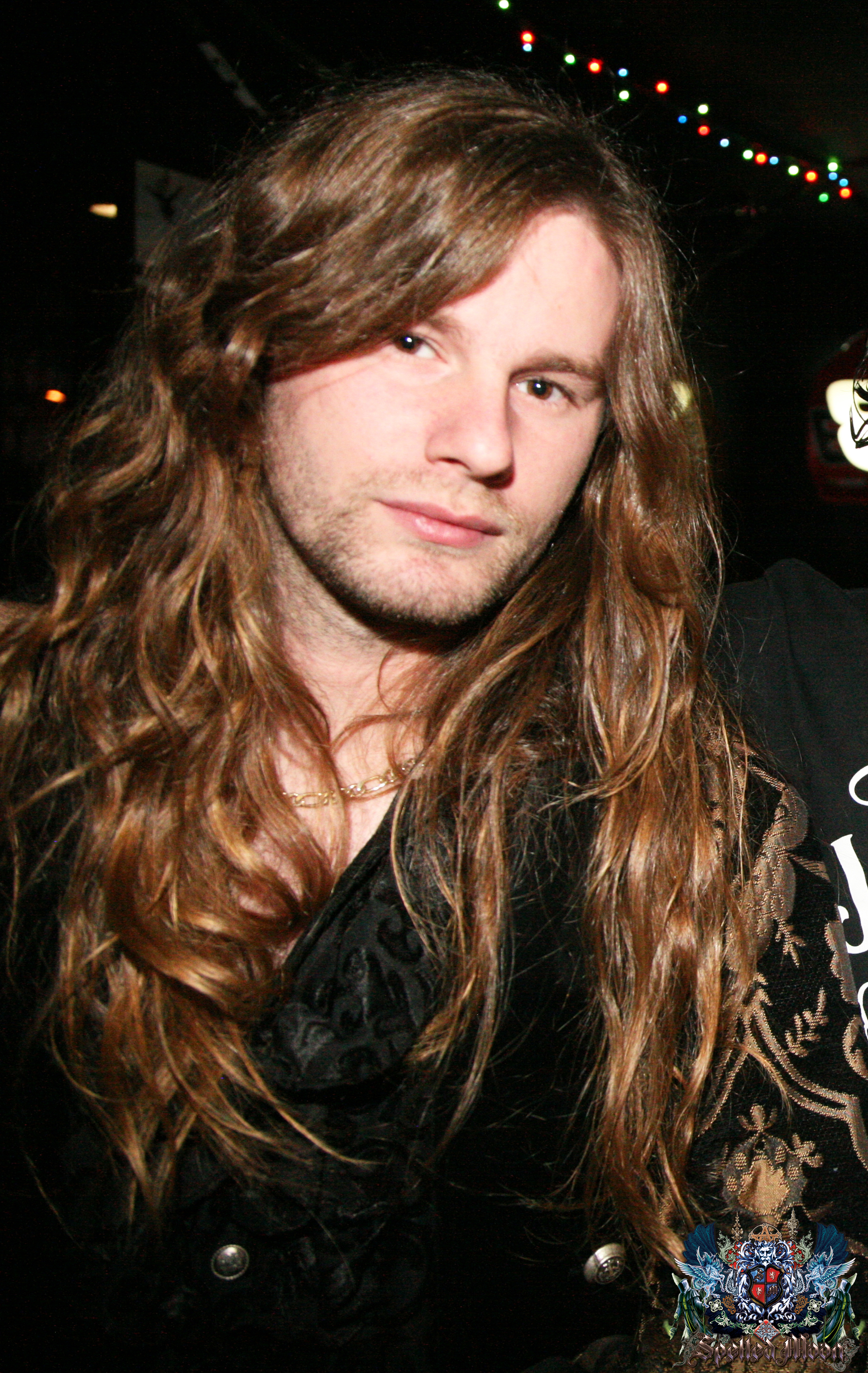
Andy Sarcone Rooney Vocalista - Guitarrista
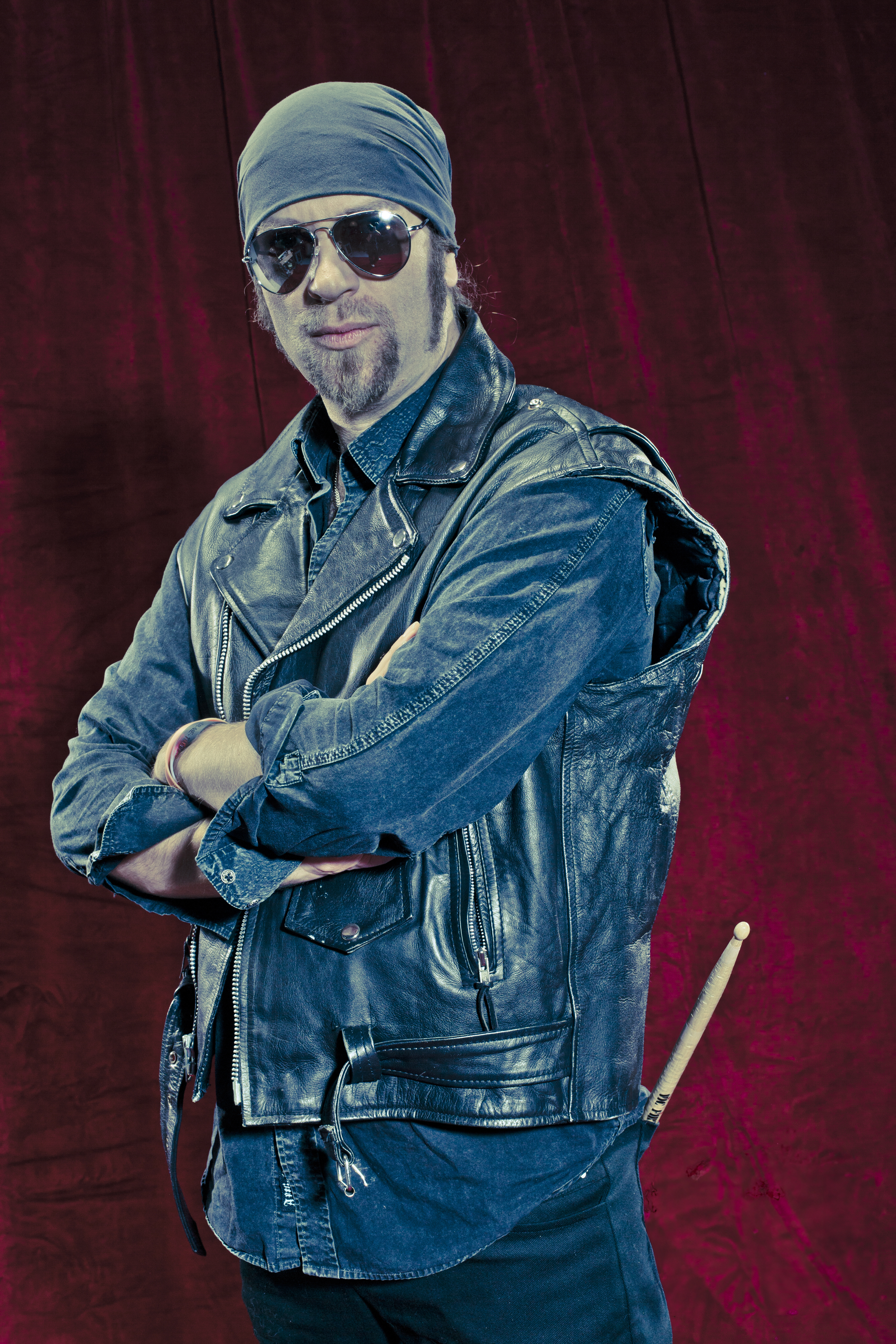
Patrick Johansson Baterista
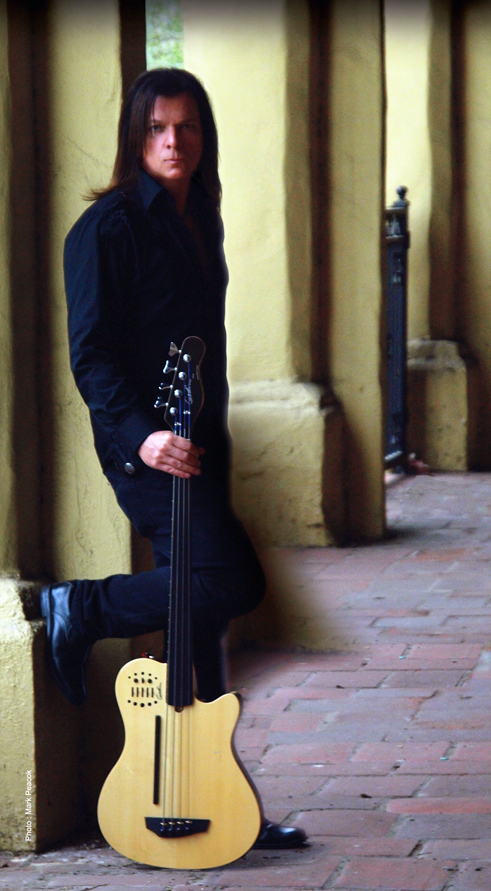
Chuck Wright bajo
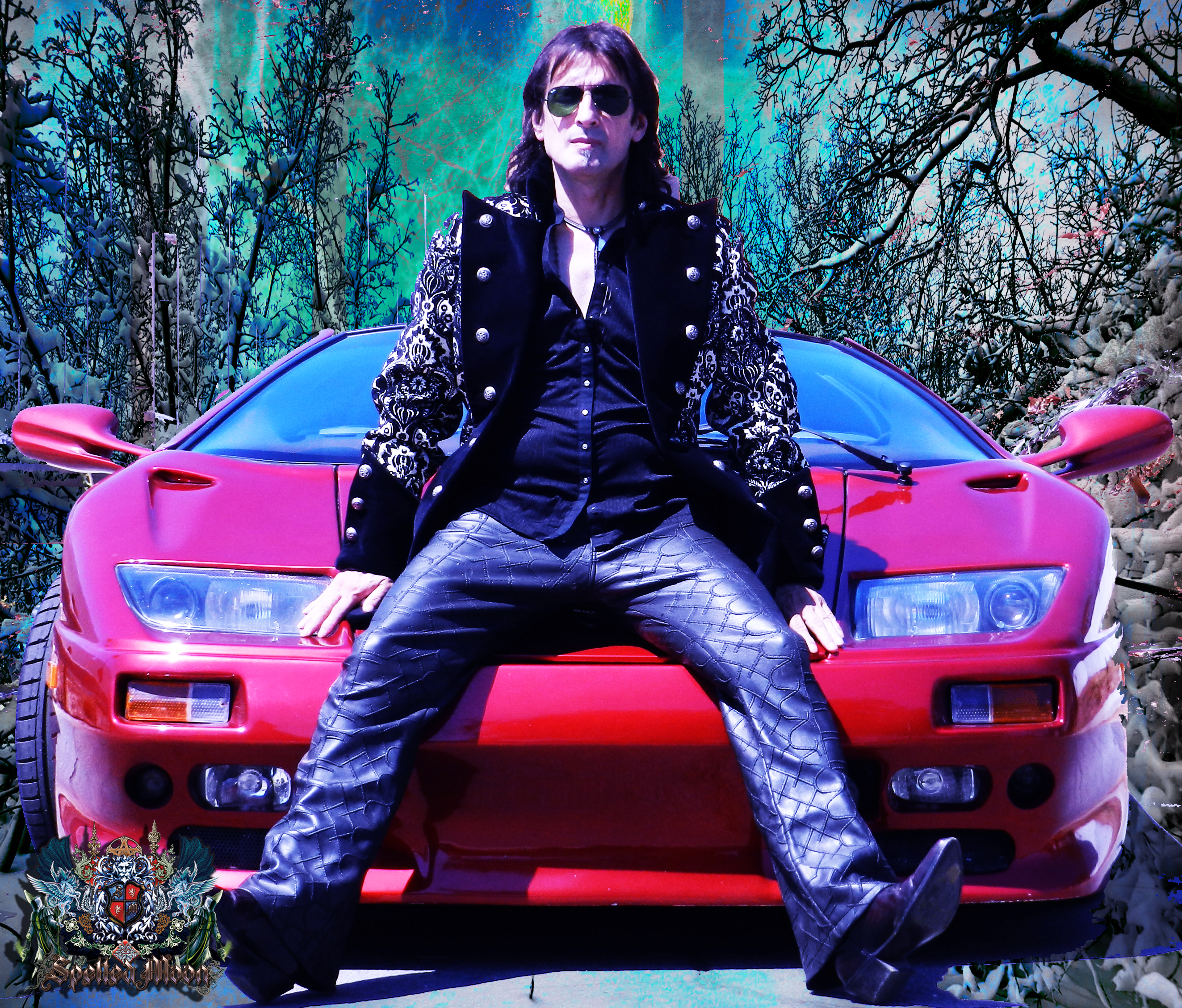
Claudio Pesavento teclados
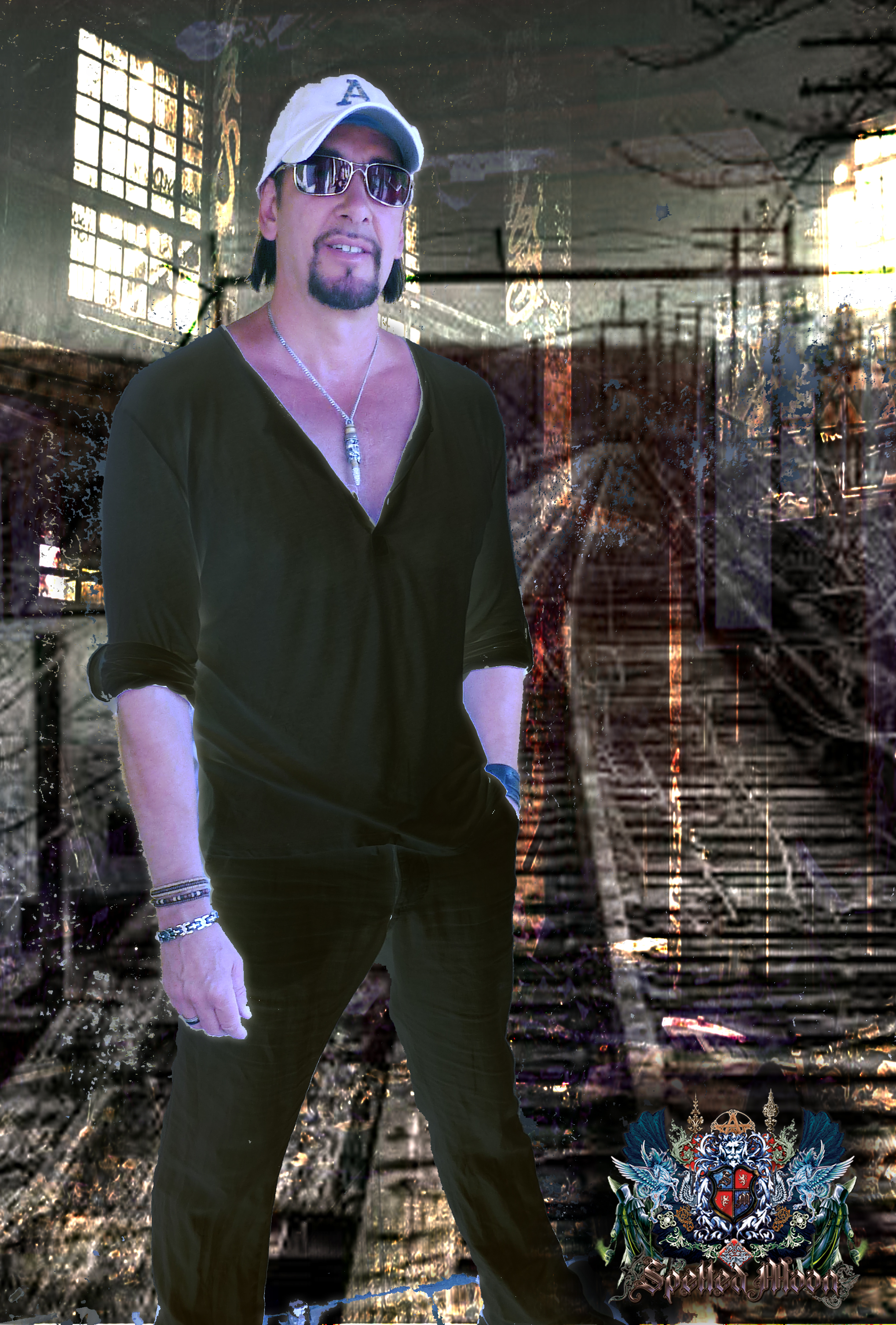
Ralph Rieckermann bajo